# لاریسا برگن
لاریسا برگن (انگلیسی: Larisa Bergen؛ زادهٔ ۲۲ september ۱۹۴۹ (۷۵ سال)) بازیکن والیبال اهل اتحاد جماهیر شوروی سوسیالیستی است.